# Infinity Early College High School
Infinity Early College High School (Infinity ECHS) es una escuela secundaria pública ubicada en Porter, Texas, y forma parte del Distrito Escolar Independiente de New Caney. Infinity ECHS ha establecido una colaboración con el Lone Star College Kingwood para otorgar a los estudiantes la oportunidad de obtener tanto un diploma de escuela secundaria como un título asociado. La institución está clasificada como una escuela AAA por la UIL. Los colores de la institución educativa, que son púrpura y negro, simbolizan la fusión de los colores azul y rojo, en un gesto de reconocimiento a las históricas escuelas secundarias de New Caney y Porter.

## Historia
Infinity ECHS se fundó en 2013 para residentes de New Caney y Porter. En asociación con Lone Star College Kingwood, los estudiantes pueden obtener un título universitario mientras están en la escuela secundaria. La institución educativa comenzó sus operaciones en las instalaciones adyacentes a la Escuela Secundaria de New Caney, donde permaneció hasta diciembre de 2017. En enero de 2018, Infinity ECHS se mudó a un nuevo edificio, a mitad del año escolar 2017-2018, lo que permitió a los estudiantes caminar hasta Lone Star College sin la necesidad de transporte en autobús.
En el año escolar 2021-2022, había 395 estudiantes matriculados en Infinity ECHS. La distribución étnica de los estudiantes fue la siguiente: 
- 4,8% afroamericano
- 3,3% asiáticos
- 73,7% hispano
- 17% blanco
- 1,3% Dos o más carreras

El 43,4% de sus estudiantes están clasificados como "en riesgo de abandonar los estudios" y el 60% de los estudiantes provienen de entornos económicamente desfavorecidos.
Infinity Early College High School está clasificada por Children at Risk, ubicándose en el puesto 11 entre otras escuelas secundarias en el área metropolitana de Houston. La calificación otorgada por Niche a la institución educativa fue de una "A" en su evaluación general. Para el período de los años escolares 2022-2024, Infinity ECHS se encuentra en concordancia con la Conferencia AAA de la UIL (Liga Interescolar de Texas).
Infinity Early College High School tiene cursos de colocación avanzada y participa en la Sociedad Nacional de Honor (National Honor Society). De acuerdo con los Reportes de Desempeño Académico de Texas, durante el ciclo escolar 2021-2022, la institución educativa registró una tasa de graduación del 100 por ciento.Los estudiantes de Infinity obtuvieron destacados resultados en los estándares de preparación universitaria, con un 98,6 por ciento demostrando aptitud en lectura, un 97,3 por ciento en matemáticas, y un 95,9 por ciento en ambas materias. En comparación, los estudiantes del Distrito Escolar Independiente de New Caney registraron un 31 por ciento de preparación en lectura y un 17,7 por ciento en matemáticas. En el ámbito de las matemáticas, un 16,5 por ciento de los estudiantes demuestran competencia en ambas áreas, es decir, en lectura y matemáticas.